# Carlos Ortiz de Zárate
Carlos Ortiz de Zárate Ochoa de Eribe (Domaikia, 1959) es un sacerdote, etnógrafo, folklorista y escritor español.

## Biografía
Nació en Domaikia en 1959. En su caserío vivían trece personas con sus padres, abuelos y hermanos. Con 7 u 8 años a los hijos mayores les mandaban a cuidar el ganado. Con 11 años ingresó en el Seminario. Los veranos volvía a ayudar a su familia en las labores del campo.
Cursó estudios de Teología (1980-1985) en el Seminario Diocesano de Vitoria-Gasteiz. Es el párroco del valle de Zuia.Al llegar a un lugar nuevo, las tradiciones y costumbres locales, siempre despertaron su interés por conocer su origen. Ser sacerdote le ha permitido estar con y escuchar a mucha gente. Su interés etnográfico le ha llevado a recopilar mucha información preguntando a las personas mayores por sus recuerdos, usos y costumbres. Descubrió que había mucho escrito sobre etnografía de Bizkaia, Gipuzkoa o Navarra, pero, en el caso de Álava, había muy poca investigación. De manera que ha recopilado en varias revistas y publicaciones, la tradición oral de las personas mayores, recogiendo costumbres, tradiciones, cuentos, testimonios y mitos de los lugares para que estén documentados y no desaparezcan con el fallecimiento de las personas sabias de los pueblos. Además de documentar este legado cultural, ha tratado de encontrar explicaciones a las costumbres locales.
Es miembro de Etniker Álava. Ha contribuído a activar revistas como Aunia, Dantzariak, Urtume (Zuia), y Askegi (Iruña de Oca). Ha realizado numerosas charlas y programas de radios sobre etnografía. Ha pertenecido al equipo de coordinación de la publicación de monográficos sobre ermitas en Ohitura: Estudios de etnografía alavesa de las Cuadrilla de Gorbeialdea (2021), Añana (2023).

## Obra
- Aitzgorri: tradiciones y leyendas'" (2025)
- La muerte, un camino hacia la vida (ARKUE, Asociación Cultural, 2024).[13]
- Bálsamo entre palabras: contigo en el duelo, 2020.
- La Sierra Brava de Badaia (ARKUE, Asociación Cultural, 2019).
- El invierno se viste de fiesta: carnavales rurales de Álava (ARKUE, Asociación Cultural, 2013).
- Leyendas y tradiciones de Kuartango. (ARKUE, Asociación Cultural, 2012).
- Gorbeia paisajes y leyendas, 2010.[14]
- Leyendas y tradiciones de Ribera Alta (2007).